# Тимкат (ритуал)
Тимкат (Гиз: ጥምቀት) је прослава Богојављења Етиопске оријентално-православне цркве и Еритрејске оријентално-православне цркве. Слави се 19. јануара (или 20. у преступној години), што одговара 11. дану Тера у Етиопском календару.
Тимкат слави крштење Исусово у реци Јордану. Овај фестивал је најпознатији по својој ритуалној реконструкцији крштења (слично таквим реконструкцијама које изводе бројни хришћани Свете земље када посете Јордан).
Током церемонија Тимката, Табот, модел Заветног ковчега, који се налази на сваком етиопском олтару (нешто попут западњачког олтарског камена), са поштовањем се умотава у богату тканину и носи у процесији на глави свештеника. Табот, који иначе ретко виђају лаици, представља манифестацију Исуса као Месије када је дошао на Јордан на крштење. Света Литургија се служи близу потока или базена рано ујутру (око 2 сата). Затим се оближња водена маса пред зору благосиља и пошкропе се учесници, од којих неки улазе у воду и урањају се, симболично обнављајући своје крсне завете. Али фестивал се ту не завршава; Доналд Н. Левине описује типичну прославу раних 1960-их:
До поднева на дан Тимката велика гомила окупила се на месту ритуала, они који су отишли кући да мало спавају вратили су се, а свети ковчег је испраћен назад у цркву у живописној процесији и свечаностима. Свештенство, носећи хаљине и кишобране многих нијанси, изводе химне и; старешине марширају свечано, у пратњи мушкараца средњих година који на свој начин певају дуге песме и химне; а деца трче около и могу учествовати у службама. Обучене у своје најлепше хаљине, жене узбуђено брбљају на свој један прави дан слободе у години. Млади храбри скачу горе-доле у живахним играма, неуморно понављајући ритмичне песме. Ова прослава је такође регистрована у Унеску као нематеријална баштина. Када је свети ковчег безбедно враћен у своје пребивалиште, сви иду кући на гозбу. Овај празник је један од највећих празника ако не и највећи.
Етиопско богојављење је живописни фестивал који се слави широм Етиопије у знак сећања на крштење Исуса Христа од стране Јована Крститеља у реци Јордан. Почиње уочи главног празника 18. јануара. Предвечерје је познато као Кетера, што значи блокирање тока воде за благослов слављеника. Уочи Кетере, људи прате табот своје жупне цркве (реплика Заветног ковчега) до Тимкете-Бахира (базен, река или вештачки резервоар), који превози парохијски свештеник праћен великом церемонијом. Народ проводи ноћ на молитвама и богослужењима, укључујући и евхаристијску литургију. Стотине хиљада учествује на самом фестивалу следећег дана – 19. јануара. Прослава почиње рано ујутру ритуалима пре изласка сунца. Након тога следи кропљење благословеном водом, као и други обреди. Око 10 сати, сваки табот почиње своју процесију назад у своју цркву, укључујући још живописнију церемонију са разним традиционалним и верским песмама. Одрживост наслеђа је обезбеђена његовом континуираном праксом, при чему православно свештенство игра кључну улогу: певају хвалоспеве посвећене обредима и химнама, носе Ковчег и проповедају релевантне текстове.
Унеско је Тимкат уписао 2019. године на Репрезентативну листу нематеријалног културног наслеђа човечанства.